# (5956) d’Alembert
(5956) d’Alembert (1988 CF5) – planetoida z grupy pasa głównego asteroid okrążająca Słońce w ciągu 4,47 lat w średniej odległości 2,71 j.a. Odkryta 13 lutego 1988 roku.